# Eagle (canción)
«Eagle» (en español: «águila») es una canción y un sencillo que publicó el grupo sueco ABBA. Cabe mencionar que esta es la canción más larga que grabó el grupo (5:51, un segundo más que «The Day Before You Came» con 5:50).

## La canción
Fue escrita por Benny y Björn, siendo grabada el 2 de junio de 1977, en el estudio Marcus Music en Estocolmo, llamada primeramente «High High» y «The Eagle». La canción habla sobre alguien que sueña que es un águila, y que puede volar por donde sea, y junto con sus compañeras águilas, tienen diversas aventuras. La canción viene incluida en el disco The Album, como la pista número 1.
«Eagle» tuvo un éxito moderado en las listas. Su limitada promoción le brindó solo un número 1 en Bélgica y Costa Rica y tuvo poca promoción en los demás países en los que fue lanzado, aunque sí logró entrar a la lista de los diez primeros en varios países. La larga duración de la canción obligó a las compañías de radio a editarla, quitando la parte instrumental y el tercer coro. En Australia y Francia incluso se escuchaba una versión editada de la versión editada que la redujo a solo 2:20.
Comúnmente era interpretada por el grupo en sus tours de 1979 y de 1980.

## El lado B
«Thank You For The Music» (Gracias por la música) se convirtió en el lado B del sencillo. Fue escrita por Benny, Björn y Stig. Fue grabada el 21 de julio de 1977. La canción pertenece al mini-musical "The Girl With The Golden Hair". La protagonista canta que tiene un don musical, y que esta orgullosa de él y que esa será su herramienta para llegar a la cima. El tema está incluido en el disco The Album, como la pista número 7.
Contrariamente a lo que sucede con los sencillos, «Thank You For The Music», se convirtió en un clásico de ABBA, y tiene más reconocimiento que el lado A «Eagle». Más tarde «Thank You For The Music» sería lanzado como sencillo. Comúnmente era interpretada por el grupo en sus tours de 1977, de 1979 y de 1980.

## El video
El video muestra a los integrantes de ABBA con sus famosos "trajes de animales" cantando la canción, contiene muchos efectos de luz y color e imágenes de un águila. Björn y Benny solo aparecen por 12 segundos, y debido a la duración de la canción, fue editada. Fue hecho el 17 y 18 de abril de 1978 en los estudios SVT en Estocolmo y fue dirigido por Lasse Hallström.
Actualmente está disponible en The Definitive Collection (DVD) y en The Complete Studio Recordings.

## Posicionamiento
| Lista                                           | Posición |
| ----------------------------------------------- | -------- |
| Bélgica Top 30 BRT Singles Chart                | 1        |
| Israel Top 40 Singles Chart                     | 2        |
| Sudáfrica Top 20 Springbok Singles Chart        | 2        |
| Alemania Top 50 Airplay Singles Chart           | 4        |
| Holanda Dutch Top 40 Singles Chart              | 4        |
| Alemania Top 50 Sales Singles Chart             | 6        |
| Holanda Top 30 National Hitparade Singles Chart | 7        |
| Suiza Top 100 Singles Chart                     | 7        |
| España Los 40 Principales                       | 9        |
| Austria Top 75 Singles Chart                    | 17       |
| Francia Top 40 Singles Chart                    | 37       |
| Japón Top 100 Oricon Singles Chart              | 62       |
| Australia Top 100 ARIA Singles Chart            | 82       |

### Listas de fin de año
| País         | Posición | Año  |
| ------------ | -------- | ---- |
| Israel       | 19       | 1978 |
| Bélgica      | 24       | 1978 |
| Países Bajos | 61       | 1978 |